# Rushoon
Rushoon es un pueblo canadiense situado en la provincia de Terranova y Labrador.

## Superficie
Rushoon tiene una superficie de 5,89 km².

## Demografía
En 2021, tenía 229 habitantes, una densidad poblacional de 38,9 hab./km², y 131 viviendas.